# Glossanodon melanomanus
Glossanodon melanomanus är en fiskart som beskrevs av Kobyliansky, 1998. Glossanodon melanomanus ingår i släktet Glossanodon och familjen guldlaxfiskar. Inga underarter finns listade i Catalogue of Life.